# اولاد داید

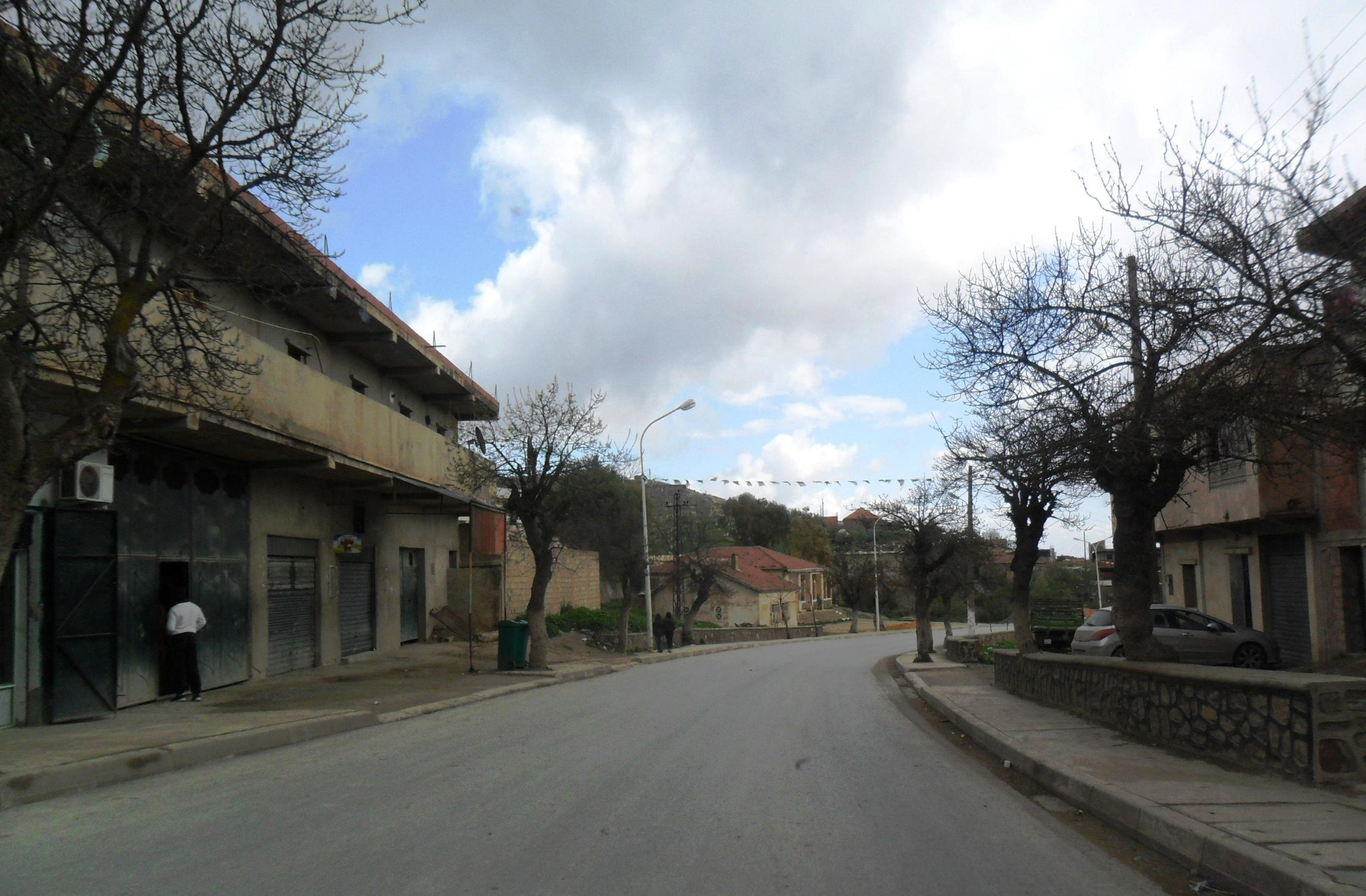
اولاد داید

اولاد داید (به عربی: أولاد داید) یک شهرداری در الجزایر است که در استان مدیه واقع شده‌است. اولاد داید ۴٬۷۷۰ نفر جمعیت دارد.